# Carlos Eduardo Ferreira Batista
Carlos Eduardo Ferreira Batista (sinh ngày 6 tháng 10 năm 1992 ở Guimarães), hay Káká, là một cầu thủ bóng đá người Bồ Đào Nha thi đấu cho U.D. Leiria ở vị trí hậu vệ trái.